# SXTN
SXTN fue un dúo alemán de hip hop de Berlín formado por las raperas Juju y Nura. Son conocidas por sus letras un tanto burlonamente provocativas, que a menudo tocaban temas estereotípicos del rap como el sexo, fumar marihuana, el dinero y los estilos de vida fiesteros.

## Miembros
El dúo está formado por las raperas Juju y Nura. Nura Habib Omer dejó Arabia Saudita a la edad de tres años, cuando su madre huyó a Alemania con Nura y sus tres hermanos. Después de dos años en un hogar de refugiados, se mudaron a la ciudad alemana de Wuppertal. A la edad de 18 años, Nura se mudó a Berlín. Juju, cuyo verdadero nombre es Judith Wessendorf, creció en el barrio berlines de Neukölln con una madre alemana y un padre marroquí. Conoció a Nura a la edad de 17 años.

## Historia
Juju nació y fue criada por su madre en Berlín. Ella es en parte marroquí. Nura, por otro lado, nació en el estado de Kuwait, en el Asia occidental, y se mudó con su madre y sus tres hermanos de Arabia Saudita a Alemania cuando tenía tres años. Como refugiada vivió en Wuppertal y luego a los 18 años se mudó a Berlín. Juju y Nura se conocieron en la capital federal de Alemania en circunstancias modestas. Mientras que Juju rapeaba principalmente en compañía de sus amigos, Nura ya había practicado en el escenario con la banda The toten Crackhuren im Kofferaum y con la "Berliner Kneipenchor". Luego, en 2014 se fundó la banda conocida como SXTN. Su primer EP, titulado Asozialisierungsprogramm, fue lanzado en 2016. Su álbum de estudio debut, titulado Leben am Limit, fue lanzado en 2017 y alcanzó el puesto 8 en las listas alemanas, también alcanzó el puesto 1 en las listas alemanas de hip-hop. En una publicación de Instagram de finales de 2018, Juju reveló que ella y Nura tenían la intención de centrarse en sus propias carreras individuales en solitario en el futuro, y que se habían distanciado más allá de su tiempo actuando juntas en el escenario, lo que dio lugar a especulaciones sobre una posible disolución de SXTN.
En abril de 2019, Nura declaró que ya no trabajará junto con su excompañera de banda cuando se trata de hacer música. Juju confirmó la separación un mes después.

## Contenido lírico
Las letras de SXTN a menudo utilizan clichés masculinos, con líricas que hablan  sobre prostitución, drogas y fiestas.

## Discografía

### Álbumes de estudio
- 2017: Leben am Limit[13]

### EP
- 2016: Asozialisierungsprogramm[13]

### Singles
- 2015: Deine Mutter
- 2017: Die Ftzn sind wieder da
- 2017: Er será sexo
- 2017: Estándar
- 2017: Bong Zimmer
- 2017: Von Party zu Party

## Tours

### Cabeza de cartel
- 2016: Gira FTZN IM CLB[14]
- 2017: Kann Sein, Dass Scheisse Wird Tour[15]

### Ley de apoyo
- 2016: Zieh Dein Shirt Aus Tour(para Frauenarzt )[16]